# 대한민국 제17대 대통령 선거
대한민국 제17대 대통령 선거는 대한민국의 제17대 대통령을 선출하기 위한 선거로 2007년 12월 19일 수요일에 실시되어 오전 6시부터 오후 6시까지 총 12시간 동안 투표가 진행되었다. 3,765만 3,518명의 유권자 중 2,373만 2,854명이 투표에 참여했다. 투표율은 63.0%로 역대 최저 투표율을 기록하였다. 투표 결과 기업인 이자 민선 3기 서울시장 출신의 한나라당 이명박 후보가 당선되었고 10년만에 보수정당이 정권교체를 하였다.

## 선거 정보

### 선거 일정
- 2007년 2월 28일 인구 기준일.
- 2007년 4월 23일 ~ 예비 후보자 등록.
- 2007년 11월 21일 ~ 11월 25일 선거인명부 작성 및 부재자 신고, 명부 작성.
- 2007년 11월 25일 ~ 11월 26일 후보자 등록 신청.
- 2007년 12월 12일 선거인명부 확정.
- 2007년 12월 13일 ~ 12월 14일 부재자투표소 투표.
- 2007년 12월 19일: 본 선거

1987년 10월 29일 개정된 헌법 제68조에 따르면 대통령 선거는 임기만료일(2월 24일 24시) 70일 전부터 40일 이전에 실시해야 한다. 1998년 개정된 공직선거법에는 임기만료일 70일 전의 첫 번째 수요일로 규정되어 있다.

### 선거권과 피선거권
선거일 기준으로 만 19세 이상인 대한민국 국민(선거일의 24시에 만 19세가 되는 1988년 12월 20일 출생자를 포함한다)은 공직선거법의 결격사유에 해당되는 경우를 제외하고는 전부 선거권이 있다.
대한민국 헌법 제67조에 따라 선거일 현재 5년 이상 국내에 거주하고 있는 만 40세 이상의 대한민국 국민(1967년 12월 20일 출생자를 포함한다)은 공직선거법의 결격사유에 해당되는 경우를 제외하고는 대통령 선거에 출마할 수 있는 피선거권이 있다.

## 후보

### 대통합민주신당
대통합민주신당은 9월 15일부터 10월 15일까지 국민 참여 경선을 실시하고 최다 득표자인 정동영 전 열린우리당 의장을 대선 후보로 선출하였다.

### 한나라당
한나라당은 8월 19일 여론조사 및 국민 참여 선거인단 투표를 시행한 결과 최다 득표를 한 이명박 전 현대건설 사장, 서울특별시장을 대선 후보로 확정하였다.

### 이회창 무소속 후보
이회창 전 한나라당 총재는 11월 7일 한나라당 탈당 및 무소속 대선 출마를 선언하였다.

### 민주노동당
민주노동당은 8월 20일부터 9월 15일까지 당원들의 투표로 경선을 진행한 결과 권영길 전 당 대표를 대선 후보로 선출하였다.

### 민주당
민주당은 9월 20일부터 10월 16일까지 국민 참여 경선을 시행한 결과 압도적으로 승리한 이인제 의원을 대선 후보로 확정하였다.

### 창조한국당
창조한국당은 11월 4일 전당대회를 열고 11월 1일부터 11월 2일까지 당원 및 일반 국민을 상대로 실시된 모바일 찬반 투표에서 총 투표자 수 8,352명 중 94.5%인 8,884명의 지지를 얻은 문국현 전 유한킴벌리 대표를 대선 후보로 지명하였다.

### 군소 후보

#### 한국사회당
한국사회당은 8월 20일부터 8월 26일까지 진성 당원 찬반 투표를 실시하고 금민 당 대표를 후보로 선출하였다.

#### 참주인연합
참주인연합은 9월 28일 창당대회를 열고 정근모 전 과학기술처 장관을 후보로 추대하였으나, 정근모 후보는 대선 전날인 12월 18일 저녁 이회창 무소속 후보 지지를 선언하고 선거를 포기하였다. 다만 시간이 없던 관계로 정식 사퇴서는 접수치 않았다.

#### 국민중심당
중심당은 10월 10일 중앙위원회를 열고 심대평 당 대표를 후보로 선출하였으나, 심대평 후보는 12월 3일 이회창 무소속 후보와의 단일화를 선언하고 6일 공식적으로 후보직을 사퇴했다. 중심당은 대선 이후 이회창 후보가 자유선진당을 창당하자 여기에 흡수 합당되었다.

#### 화합과도약을위한국민연대
국민연대는 11월 14일 창당대회를 열고 이수성 전 총리를 후보로 추대하였으나, 이수성 후보는 12월 13일 사퇴를 선언했다. 이수성 전 총리는 특정 후보 지지를 거부했으나, 사실상 정동영 대통합민주신당 후보를 지지하는 것으로 알려졌다.

#### 경제공화당
경제공화당에서는 당초 열린우리당의 대선 후보로 출마하겠다고 선언한 바 있던 허경영이 후보로 나왔다.

#### 새시대참사람연합
새시대참사람연합에서는 전관 당 총재가 후보로 출마했다.

#### 국민선택
국민선택은 2007년 11월 11일 창당대회를 열고 장성민 전 의원을 대선 후보로 추대하였으나, 장성민 전 의원은 대선 후보 등록을 하지 않았다.

## 사건 사고
이명박 후보는 BBK 주가 조작 논란에 휘말려 선거전 내내 진땀을 뺐다. 11월 16일에는 BBK 논란의 핵심인물 김경준이 귀국하였으며, 12월 5일에는 검찰이 이명박 후보의 BBK 주가조작 연루 의혹 수사 결과에 대해 옵셔널벤처스 주가조작, BBK 실소유주, ㈜다스 실소유주 의혹 모두 '무혐의'라고 발표했다.
대선 기간 중 이명박 후보의 집에 괴한이 권총을 들고 찾아와 협박을 했다. 괴한은 경호원들에 의해 붙잡혔으나, 이명박은 이 괴한을 경찰에 신고하지 않고 돌려보냈다.

## 토론회
중앙선거관리위원회는 12월 6일 정치·통일·외교·안보 분야 토론회, 12월 11일 사회·교육·여성·문화 분야 토론회, 12월 16일 경제·노동·복지·과학 분야 토론회 등 총 세 번의 토론회를 개최하였다. 토론회에는 이명박 한나라당 후보, 정동영 대통합민주신당 후보, 이회창 무소속 후보, 문국현 창조한국당 후보, 권영길 민주노동당 후보, 이인제 민주당 후보 등 6명이 참가하였다.
선관위는 또한 정근모 참주인연합 후보, 허경영 경제공화당 후보, 전관 새시대참사람연합 후보, 금민 한국사회당 후보 등 군소 후보들을 위해 12월 13일 비초청 후보 토론회를 개최하였다.

## 여론 조사
12월 13일부터는 대선 여론조사 공표가 금지되었다.

### 초기 여론조사
| 날짜      | 이명박 | 박근혜 | 손학규 | 정동영 | 이해찬 | 문국현 | 권영길 | 이인제 | 비고                    |
| --------- | ------ | ------ | ------ | ------ | ------ | ------ | ------ | ------ | ----------------------- |
| 5월 16일  | 48.9   | 22.4   | 4.6    | 2.5    |        |        |        |        |                         |
| 5월 26일  | 47.3   | 23.4   | 6.6    | 3.1    |        |        |        |        |                         |
| 6월 9일   | 41.3   | 24.9   | 6.1    | 1.9    |        |        |        |        |                         |
| 6월 21일  | 37.8   | 26.1   | 6.5    | 1.8    |        |        |        |        |                         |
| 7월 1일   | 39.4   | 27.6   | 5.3    | 2.4    |        |        |        |        |                         |
| 7월 14일  | 40.0   | 25.8   | 7.3    | 3.3    |        |        |        |        |                         |
| 7월 21일  | 37.2   | 27.6   | 6.7    | 2.0    |        |        |        |        |                         |
| 9월 20일  | 50.6   |        | 4.8    | 8.5    |        | 3.3    |        |        | 한나라당 후보선출       |
| 10월 6일  | 53.3   |        | 6.3    | 10.5   | 3.7    | 5.5    |        |        |                         |
| 10월 10일 | 58.0   |        | 7.5    | 11.4   | 4.6    | 4.6    |        |        |                         |
| 10월 16일 | 51.9   |        |        | 20.2   |        | 8.7    | 3.6    | 3.3    | 신당 및 민주당 후보선출 |

정당 후보 선출 이후 여론조사
| 날짜      | 이명박 | 이회창 | 정동영 | 문국현 | 권영길 | 이인제 | 모름/무응답 | 비고                           |
| --------- | ------ | ------ | ------ | ------ | ------ | ------ | ----------- | ------------------------------ |
| 10월 16일 | 51.9   |        | 20.2   | 8.7    | 3.6    | 3.3    |             |                                |
| 11월 7일  | 39.8   | 19.8   | 10.5   | 3.9    | 3.4    | 1.7    | 20.9        | 이회창 출마 선언 직후          |
| 11월 18일 | 36.8   | 17.1   | 13.2   | 6.6    | 2.3    | 1.2    | 22.9        | 김경준 귀국 직후               |
| 11월 26일 | 39.3   | 16.9   | 13.5   | 6.6    | 3.6    | 1.9    | 18.1        | 후보 등록 마감                 |
| 12월 7일  | 40.4   | 16.6   | 16.2   | 8.0    | 5.6    | 1.3    | 11.8        | BBK 검찰 수사발표 후           |
| 12월 12일 | 45.4   | 13.6   | 17.5   | 6.7    | 3.9    | 0.9    | 11.8        | 언론 발표 가능 마지막 여론조사 |

1. ↑  李, 소폭 상승(48.9%)- 朴, 변화 없어(22.4%) 보관됨 2007-09-27 - 웨이백 머신, 문화일보-한국사회여론연구소, 5월 17일.
2. ↑  이 47%, 박 23%… 대선구도 8개월째 변화없어, 조선일보-한국리서치, 5월 28일.
3. ↑  이·박 충청서 박빙… 영·호남선 이(李)가 10~12%P 앞서, 조선일보-한국갤럽, 6월 11일.
4. ↑  李·朴 지지율差 11%P로 줄어 보관됨 2007-09-27 - 웨이백 머신, 문화일보-한국사회여론연구소, 2007년 6월 17일.
5. ↑  이·박, 충청·영남서 접전… 수도권선 이 44·박 25%, 조선일보-한국갤럽, 2007년 7월 2일.
6. ↑  이·박 격차, 남성에선 22%P… 여성에선 6.7%P 보관됨 2007-07-17 - 웨이백 머신, 조선일보-한국리서치, 2007년 7월 16일.
7. ↑  이명박 37.2% 박근혜 27.6%, 조선일보-한국갤럽, 2007년 7월 23일.
8. ↑  정동영, 손학규 제치고 2위로 껑충 보관됨 2007-09-25 - 웨이백 머신, 중앙일보-미디어다음·리서치앤리서치, 2007년 9월 20일.
9. ↑  李 53.3% 鄭 10.5% 孫 6.3%[깨진 링크(과거 내용 찾기)], 동아일보, 2007년 10월 6일.
10. ↑  정동영-손학규 0.9%P차 대혼전 보관됨 2007-10-13 - 웨이백 머신, 한겨레신문, 2007년 10월 12일.
11. ↑  정동영 후보 지지율 20%대 첫 진입 보관됨 2016-04-10 - 웨이백 머신, CBS와 리얼미터, 2007년 10월 16일.
12. ↑  李 39.8% 昌 19.8% 鄭 10.5% 지지받아 보관됨 2011-11-23 - 웨이백 머신, 한국지방신문협회와 리서치앤리서치, 2007년 11월 8일.
13. ↑  이명박, 1주일새 고학력층·서울서 10~7%p 이탈 보관됨 2007-11-20 - 웨이백 머신, 리서치플러스, 2007년 11월 17일.
14. ↑  ‘1강 2중’ 구도 유지, KBS, 2007년 11월 26일.
15. ↑  이명박 40.4%, 이회창·정동영 박빙[깨진 링크(과거 내용 찾기)], YTN-한국리서치, 2007년 12월 6일 실시.
16. ↑  세대·이념·지역구도 약화, 조선일보-한국갤럽, 2007년 12월 12일 실시.

## 선거 결과
후보자별 득표율
|  | 48.67% |

|  | 26.14% |

|  | 15.07% |

|  | 5.82% |

|  | 3.01% |

|  | 0.68% |

|  | 0.40% |

|  | 0.07% |

|  | 0.06% |

|  | 0.03% |

### 지역별 결과
|  | 53.23% |

|  | 24.50% |

|  | 11.80% |

|  | 7.10% |

|  | 2.30% |

|  | 0.45% |

|  | 0.44% |

|  | 0.06% |

|  | 0.05% |

|  | 0.01% |

|  | 57.90% |

|  | 19.68% |

|  | 13.45% |

|  | 5.35% |

|  | 2.77% |

|  | 0.41% |

|  | 0.26% |

|  | 0.06% |

|  | 0.04% |

|  | 0.02% |

|  | 69.37% |

|  | 18.05% |

|  | 6.00% |

|  | 3.99% |

|  | 2.03% |

|  | 0.26% |

|  | 0.14% |

|  | 0.05% |

|  | 0.02% |

|  | 0.01% |

|  | 49.22% |

|  | 23.77% |

|  | 15.18% |

|  | 7.03% |

|  | 3.49% |

|  | 0.63% |

|  | 0.47% |

|  | 0.08% |

|  | 0.06% |

|  | 0.02% |

|  | 79.75% |

|  | 8.59% |

|  | 4.76% |

|  | 3.40% |

|  | 2.05% |

|  | 1.07% |

|  | 0.23% |

|  | 0.06% |

|  | 0.04% |

|  | 0.01% |

|  | 36.28% |

|  | 28.90% |

|  | 23.55% |

|  | 7.10% |

|  | 2.53% |

|  | 1.06% |

|  | 0.34% |

|  | 0.10% |

|  | 0.06% |

|  | 0.03% |

|  | 53.97% |

|  | 17.52% |

|  | 13.64% |

|  | 8.40% |

|  | 5.51% |

|  | 0.40% |

|  | 0.36% |

|  | 0.09% |

|  | 0.05% |

|  | 0.02% |

|  | 51.88% |

|  | 23.55% |

|  | 13.36% |

|  | 7.06% |

|  | 2.88% |

|  | 0.60% |

|  | 0.46% |

|  | 0.06% |

|  | 0.06% |

|  | 0.02% |

|  | 51.96% |

|  | 18.88% |

|  | 17.56% |

|  | 5.88% |

|  | 3.88% |

|  | 0.84% |

|  | 0.69% |

|  | 0.11% |

|  | 0.08% |

|  | 0.06% |

|  | 41.58% |

|  | 23.79% |

|  | 23.38% |

|  | 5.72% |

|  | 3.63% |

|  | 1.14% |

|  | 0.49% |

|  | 0.10% |

|  | 0.08% |

|  | 0.04% |

|  | 34.26% |

|  | 33.23% |

|  | 21.08% |

|  | 4.73% |

|  | 3.50% |

|  | 2.46% |

|  | 0.41% |

|  | 0.12% |

|  | 0.10% |

|  | 0.06% |

|  | 81.60% |

|  | 9.04% |

|  | 3.63% |

|  | 2.78% |

|  | 1.90% |

|  | 0.68% |

|  | 0.18% |

|  | 0.06% |

|  | 0.05% |

|  | 0.02% |

|  | 78.65% |

|  | 9.22% |

|  | 3.61% |

|  | 3.24% |

|  | 2.40% |

|  | 2.39% |

|  | 0.22% |

|  | 0.09% |

|  | 0.07% |

|  | 0.05% |

|  | 72.58% |

|  | 13.72% |

|  | 6.79% |

|  | 3.32% |

|  | 2.76% |

|  | 0.32% |

|  | 0.26% |

|  | 0.10% |

|  | 0.05% |

|  | 0.04% |

|  | 55.02% |

|  | 21.48% |

|  | 12.35% |

|  | 5.38% |

|  | 4.81% |

|  | 0.39% |

|  | 0.32% |

|  | 0.08% |

|  | 0.08% |

|  | 0.03% |

|  | 38.67% |

|  | 32.69% |

|  | 15.02% |

|  | 7.78% |

|  | 4.38% |

|  | 0.67% |

|  | 0.51% |

|  | 0.13% |

|  | 0.06% |

|  | 0.05% |

## 기타
- 일부지역에서는 재보궐선거가 동시에 실시되었다.